# S-O-S-Methode
Die S-O-S-Methode ist ein vom Bundesverwaltungsamt (BVA) entwickeltes Standardvorgehen beim Management von Großprojekten in der öffentlichen Verwaltung. Es handelt sich um eine Methode, die für alle Nutzer frei zur Verfügung steht. Die Methode wird über das Kompetenzzentrum (Groß-)Projektmanagement (CC GroßPM) unter der Leitung des Bundesverwaltungsamtes gepflegt.

## Geschichte
Die Methode entstand 2009, als diese erstmals schriftlich fixiert wurde. Damals wurden die der Methode zugrundeliegenden und definierten Projekterfolgsfaktoren den drei Dimensionen „Strategische Ausrichtung“ (S), „Organisatorisches Umfeld“ (O) und „Systemunterstützung“ (S) (später: „Systematisches Vorgehen“) zugeordnet, womit der Name „S-O-S-Methode“ entstand. Das Kompetenzzentrum Großprojektmanagement wurde im selben Jahr in der Bundesstelle für Informationstechnik (BIT) des Bundesverwaltungsamtes (BVA) eingerichtet. Die Gründung erfolgte im Rahmen des IT-Investitionsprogramms, das im „Gesetz zur Sicherung von Beschäftigung und Stabilität in Deutschland“ beschlossen wurde.
Seitdem wurde die Methode mehrmals überarbeitet und auf aktuelle Entwicklungen und Anforderungen im Projektmanagement hin angepasst. So lag der Schwerpunkt der Methode z. B. ursprünglich bei IT-Großprojekten. 2020 wurde die Methode erstmalig online zur Verfügung gestellt.

## Grundunterschiede zu anderen Methoden
Die S-O-S-Methode ersetzt keine der gängigen Projektmanagementmethoden oder -standards (wie IPMA ICB, PM², PMBOK-Guide, PRINCE2), sondern stellt eine Ergänzung dar. Ihr Augenmerk liegt auf den für das Großprojektmanagement spezifischen Themen und ist dabei besonders ausgerichtet auf die Anforderungen und Bedürfnisse in der öffentlichen Verwaltung.

## Grundlagen / Bausteine

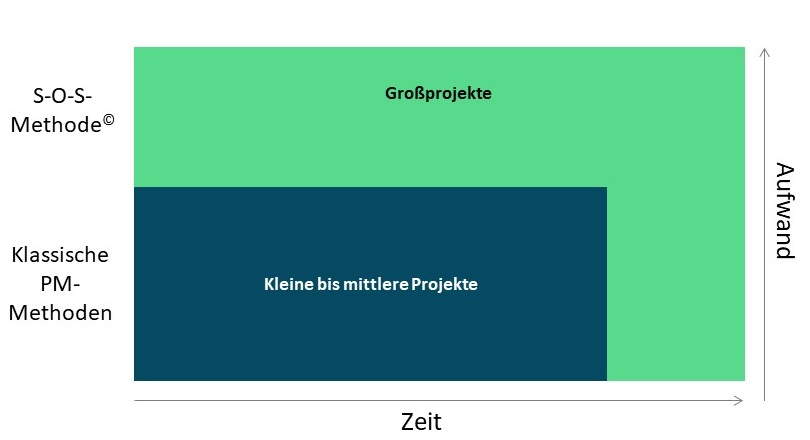

Die S-O-S-Methode setzt grundsätzlich gute Kenntnisse im Projektmanagement sowie die Anwendung eines gängigen Projektmanagement-Modells voraus. Schwerpunkte sind dementsprechend die Themen, die über das normale Projektmanagement hinausgehen und für das Großprojektmanagement von Bedeutung sind. In der hier beschriebenen Methode wird ein Projekt als Großprojekt bezeichnet, wenn es hoch komplex ist, das heißt Ebenen übergreifende Projektstrukturen (z. B. Bund-Länder-Kommunen), und der Gesamtaufwand mehr als 50 Personenjahre oder über 10 Millionen EUR Budget beträgt.
Die Methode legt ihren Fokus auf alle wichtigen Schritte und Bausteine, an die bei einem Großprojekt in der öffentlichen Verwaltung gedacht werden muss. Sie baut auf zwei zentralen Bausteinen auf: Projektmanagement-Modulen und Projekterfolgsfaktoren.

## Projektmanagement-Module
Projektmanagement von Großprojekten gliedert sich klassischerweise in verschiedene Aufgabenbereiche. Die S-O-S-Methode unterscheidet folgende wichtige Aufgaben- und Handlungsbereiche, die sie als „Projektmanagement-Module“ bezeichnet:
1. Festlegung und Überprüfung der Projektrahmenbedingungen
2. Vergabe- und Vertragsmanagement
3. Festlegung und Überprüfung der Projektorganisation
4. Personalmanagement
5. Kommunikationsmanagement
6. Projektplanung und -controlling
7. Anforderungs- und Änderungsmanagement
8. Risikomanagement
9. Qualitätsmanagement

Mit der S-O-S-Methode wird ein Projekt und das dazugehörige Projektmanagement ganzheitlich betrachtet. Sie geht davon aus, dass die Projektleitung und das Projektteam durch gezielte Maßnahmen innerhalb dieser Module auf die drei S-O-S-Dimensionen einwirken und damit auch die Erfolgsfaktoren positiv beeinflussen kann.

## Kernaufgabe der Methode
Ein transparenter Projektüberblick, der zu jedem beliebigen Zeitpunkt möglich ist, stellt eine wichtige Voraussetzung für Risikominimierung und Budgeteinhaltung in einem Projekt dar. Entsprechend der S-O-S-Methode gilt die regelmäßige Überprüfung des Status der 13 Erfolgsfaktoren als Kernaufgabe der Projektleitung.

## Tools
Neben einem Methodenhandbuch umfasst die S-O-S-Methode einen Katalog von anpassbaren Vorlagen und Tools für die erfolgreiche Projektpraxis. Neben klassischen Vorlagen (z. B. grober Projektplan, Statusbericht, Offene-Punkte-Liste) enthält die Sammlung auch Dokumente und Checklisten, die sich insbesondere an der hier beschriebenen S-O-S-Methode orientieren.
Ein Kernwerkzeug ist der „Projektkompass“, der u. a. an Fragen zu den 13 Erfolgsfaktoren beinhaltet und einen schnellen Projektüberblick ermöglicht. Vor Beginn eines Projektvorhabens kann er z. B. dazu dienen, die Angemessenheit einer vorhandenen Projektplanung für ein komplexes Großprojekt zu prüfen, während der laufenden Projekts unterstützt er z. B. bei der Durchführung von Projektaudits.
Ein weiteres Werkzeug ist der „TalentManager“. Die Leitung von Projekten, insbesondere Großprojekten, setzt entsprechende Kompetenzen und Eigenschaften bei den Verantwortlichen voraus. Der TalentManager bietet die Möglichkeit, fehlende Kompetenzen und Eigenschaften aufzudecken, ins Bewusstsein zu rücken und passende Maßnahmen einzuleiten.